# ملات باستارد
ملات باتارد (Bastard mortar) (در ایران با نام ملات حرامزاده نیز شناخته می‌شود) ملاتی است که در مجاری آب، فاضلاب‌ها، منابع و مخازن آب، سفت‌کاری و کف‌پوش‌ها مورد استفاده قرار می‌گیرد.

## ترکیبات
این ملات ترکیبی است از ماسهٔ ریزدانه یا معمولی با آهک و سیمان.

## روش تهیه
بعد از آخوره بستن به آن آب اضافه می‌کنند و ورز می‌دهند. معمولاً به ازای ۱۰۰ کیلوگرم آهک، ۱۰۰ کیلوگرم سیمان و ۶۰۰ کیلوگرم ماسه لازم است چنانچه آهک به صورت خمیره یا شیرهٔ آهک با ماسه مخلوط شده و سپس به سیمان به آن اضافه می‌شود به مراتب بهتر از مخلوط به روش خشک است. نکتهٔ مهم باز شدن دانه‌های آهک و ترکیب آن با سیمان است که بر اثر خودگیری سریع تر سیمان نسبت به آهک، سبب ناهمگونی موقتی در مقاوم شدن ملات می‌شود، از اینرو این ملات، در اصطلاح بنایی به باتارد معروف است.